# Улица Руднинку
У́лица Рудни́нку (лит. Rūdninkų gatvė) — улица в Старом городе Вильнюса. Соединяет улицу Диджёйи и площадь Ротушес (Ратушную площадь) с улицей Пилимо. Длина улицы около 350 м. На улице имеется велосипедная дорожка. Нумерация домов начинается от перекрёстка с улицей Диджёйи (площадью Ротушес); по левой юго-восточной стороне чётные номера, по правой северо-западной — нечётные. На улице насчитывается 22 дома, причём большая их часть расположена на чётной стороне, поскольку руины домов, пострадавших во время Второй мировой войны, по северо-западной стороне улицы в её начале были снесены и на их месте был выстроен Дворец художественных выставок, а часть прилегающей застройки была после войны снесена по санитарным соображениям и на её месте был разбит сквер между улицами Месиню и Руднинку.
На улицу выходит с северо-западной стороны улица Диснос (Dysnos g.), соединяющая улицу Руднинку с улицей Месиню. Ближе к улице Пилимо Руднинку пересекает улица Вису Швянтую (Visų Šventųjų g.), продолжение которой носит название Лигонинес (Ligoninės g.).
К улице Руднинку привязан сюжет рассказа Макса Фрая «Улица Руднинку (M. Rūdninkų g.). Ловец снов» из первого тома «Сказок старого Вильнюса» 

## История

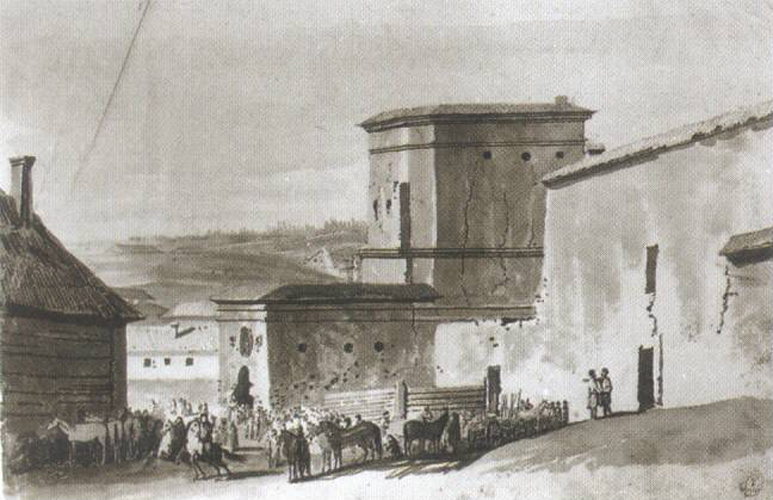
Франциск Смуглевич. Рудницкие ворота (1785)

Улица, ведущая от Ратуши к городской стене, с XVI века носила название Рудницкой (ulica Rudnicka), поскольку проходила по старинному пути от торгового центра города к Рудницкой пуще с княжеским зверинцем и дворцом, построенным в 1470 году Казимиром Ягеллоном. Когда город опоясала возведённая в 1503—1522 годах городская оборонительная стена, у въезда по Рудницкому тракту были сооружены большие Рудницкие ворота с башней. В XVII—XVIII веках короли, воеводы, епископы въезжали в город через Рудницкие вороты, которые в таких случаях богато декорировались . В начале XIX века стена и ворота были разобраны. У перекрёстка улицы Руднинку и улицы Пилимо сохранился фрагмент городской стены, готической кладки, длиной около 40 м. 
Во время Второй мировой войны кварталы, прилегающие к улице Руднинку, входили в состав Большого еврейского гетто, границами которого были улицы Пилимо, Лидос, Вокечю, Арклю и Кармелиту.
Пять старых домов с правой северо-западной стороны улицы пострадало во время Второй мировой войны. На их месте был построен Дворец художественных выставок (ныне Центр современного искусства) с примыкающем к нему двором с экспозицией скульптур (проект архитектора Витаутаса Чеканаускаса). Семь зданий между улицами Ашмянос и Лигонинес, среди которых был дом, некогда принадлежавший бурмистру Цейдлеру, и дом, принадлежавший Пацам, во время войны не пострадало, но были по санитарным соображениям снесены. На их месте устроен сквер.

## Примечательные здания
Улица пролегает в старой части города, издавна густо застроенной. Большая часть сохранившихся зданий старой застройки. Некоторые здания являются памятниками истории и архитектуры.

### Руднинку 8
Трёхэтажный дом по адресу Руднинку 8 (Rūdninkų g. 8, до войны Рудницкая 6) —часть комплекса дворца Огинских (малый корпус; главный корпус выходит на улицу Арклю). Фасад со стороны улицы с формами, переходными от барокко к классицизму. Поверхность стены разнообразят четырёхугольные ниши более тёмной штукатурки с закруглёнными углами, вертикальные между окнами и горизонтальные под подоконниками. Двор украшает аркада первого этажа и крыша западного флигеля. Многие помещения первого этажа сохранили классицистские своды. Под зданием сохранились готические подвалы.
Здание возвёл в 1768—1771 годах великий маршалок великий литовский, позднее виленский каштелян Игнацы Огинский. При строительстве в корпус были включены ранее стоявшие на этом месте дома.
В конце XVIII — начале XIX века здание было перестроено и расширено в сторону двора, с восточной и западной стороны двора были возведены хозяйственные постройки. В конце XIX века над хозяйственными постройками были достроены два этажа, замурована арочная галерея во дворе и часть ниш главного фасада, перестроена лестница. 
В период между двумя мировыми войнами в этом здании располагались различные еврейские организации. В 1918—1941 годах здесь действовала еврейская реальная гимназия, в которой одним из учителем был известный поэт Моисей Кульбак. В 1925—1941 годах в этом здании находился Еврейский музыкальный институт, при котором действовал оперный ансамбль и два симфонических оркестра — взрослый и детский. Во время войны в здании бывшей реальной гимназии находился юденрат — еврейский совет гетто
В 1977—1980 годах корпус частично реставрирован по проекту архитектора Аудрониса Катилюса: частично восстановлен старый план здания, открыта аркада во дворе, укреплены своды. По проекту архитектора Нины Масайтене в здании были оборудованы книжный магазин и квартиры. В трёхэтажном корпусе дворца Огинских, выходящем во двор, обосновался Реставрационный центр Пранаса Гудинаса Литовского художественного музея (проект помещений центра разработала в 1978 году архитектор Зита Ванагайте))

### Дом Фреза

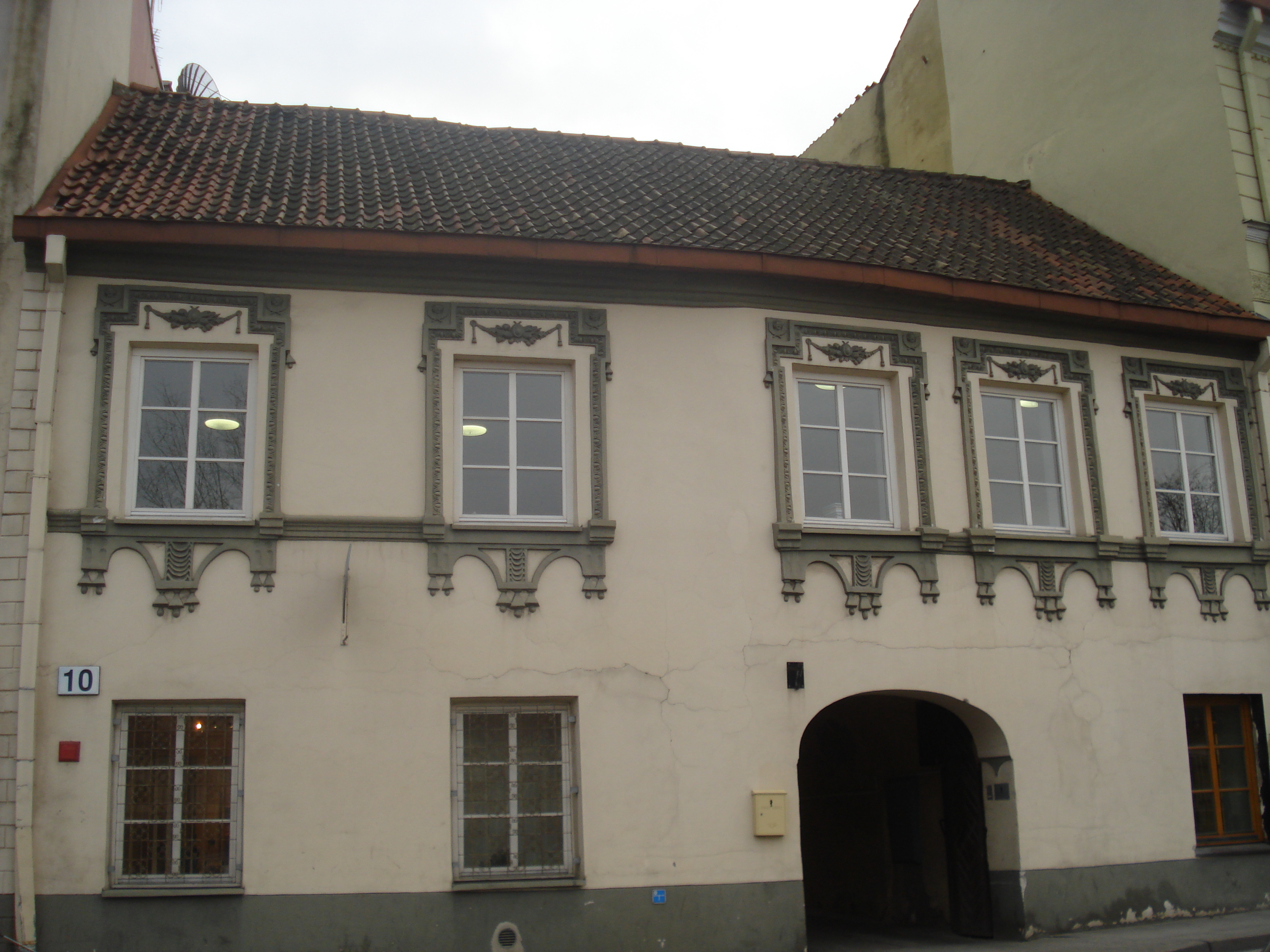
Руднинку 10

Памятником археологии и архитектуры, охраняемым государством, является дом Фреза — крытый черепицей жилой дом под номером 10 (Rūdninkų g. 10; код в Регистре культурных ценностей Литовской Республики 758). Это двухэтажное здание с чертами стилей ренессанса и барокко, с фрагментами готической кладки в подвале. Здесь уже в первой половине XVI века стоял дом. Предполагается, что в его подвале была торговая лавка. После пожара 1655 года дом ремонтировался. В 1667 года он принадлежал мещанину К. Фрезу, с 1677 года — его наследникам, а позднее был продан Юзефу Жагевичу. В конце XVII века здание было перестроено и расширено, был возведён второй этаж. В 1719 году дом принадлежал виленскому бурмистру Бенедикту Боцевичу, около 1790 года — писарю виленского замка Козелу. По его распоряжению своды въезда во двор были украшены плафонами. В 1976 году были проведены архитектурные исследования дома и подготовлены рекомендации по его реконструкции. В 1977—1980 годах здание было отреставрировано. Дом выделяется среди окружающих зданий небольшими размерами и композицией главного фасада. Пять окон второго этажа расположены двумя группами, соединёнными прерывающейся барельефной линией подоконников. 

### Дом Рыла
Охраняется государством жилой дом под номером 14 (Rūdninkų g. 14), в структуре и облике которого сочетаются черты ренессанса, барокко, классицизма и историзма; код в Регистре культурных ценностей Литовской Республики 1091). Двухэтажный дом вместе с соседним домом Рудзянских под номером 16 окружает два двора, соединённых арочным проездом; первый двор проходом ведёт на улицу. Дом крыт черепицей. Фасад лишён декора. Единственное его украшение — балкон с формами в стиле классицизма, украшенный металлическими решётками и венком. Дом был построен в конце XVI — начале XVII века. В документах дом впервые упомянут в 1622 году. До 1670 года он принадлежал Николаю Рыле и во второй половине XVII века назывался домом Рыла. В период барокко здание было реконструировано: расширено вдоль улицы Рудницкой, был устроен въезд во двор. Дом пострадал при пожаре 1749 года, после которого был отчасти реконструирован. В 1760 году дом приобрёл епископ Прошинский. В 1780 году здание унаследовал его сын генерал-адъютант С. Прошинский. В 1790—1806 годах юго-западная часть здания была расширена в глубь двора, была возведена новая пристройка и образовался ещё один дворик. В первой половине XIX века был оборудован балкон. В 1970-х годах дом был реконструирован и приспособлен под квартиры и пивной ресторан „Rūdninkų“ .

### Дом Рудзянских
Дом Рудзянских (Rūdninkų g. 14) — здание периодов готики, барокко, классицизма и историзма с сохранившимися готическими подвалами и фрагментами интерьера первого этажа, включённое в Регистр культурных ценностей Литовской Республики, код 1092.
Главный фасад вдоль улицы. Фундамент сложен из камней и кирпичей, подвалы и стены из кирпича; стены покрыты штукатуркой. Крыша крыта черепицей. Отделка фасада скупая. Окна каждого из трёх этажей различных пропорций. В отношении декора несколько выделяется третий этаж с обрамлением вокруг окон и двумя балконами по бокам.
На этом участке в XVI веке стоял небольшой готический дом в один этаж. В XVII веке дом принадлежал семейству Рудзянских и был расширен. Во второй половине XVII века — начале XVIII века был возведён новый двухэтажный южный корпус и соединён со старым корпусом. По обеим сторонам въезда были открыты по кабаку и торговой лавке. На протяжении XIX века здание реконструировалось и перестраивалось. В 1977 году был проведён капитальный ремонт. Реставрированные подвалы были соединены с подвалами соседнего дома и приспособлены под пивной ресторан „Rūdninkų“ 

### Костёл Всех Святых

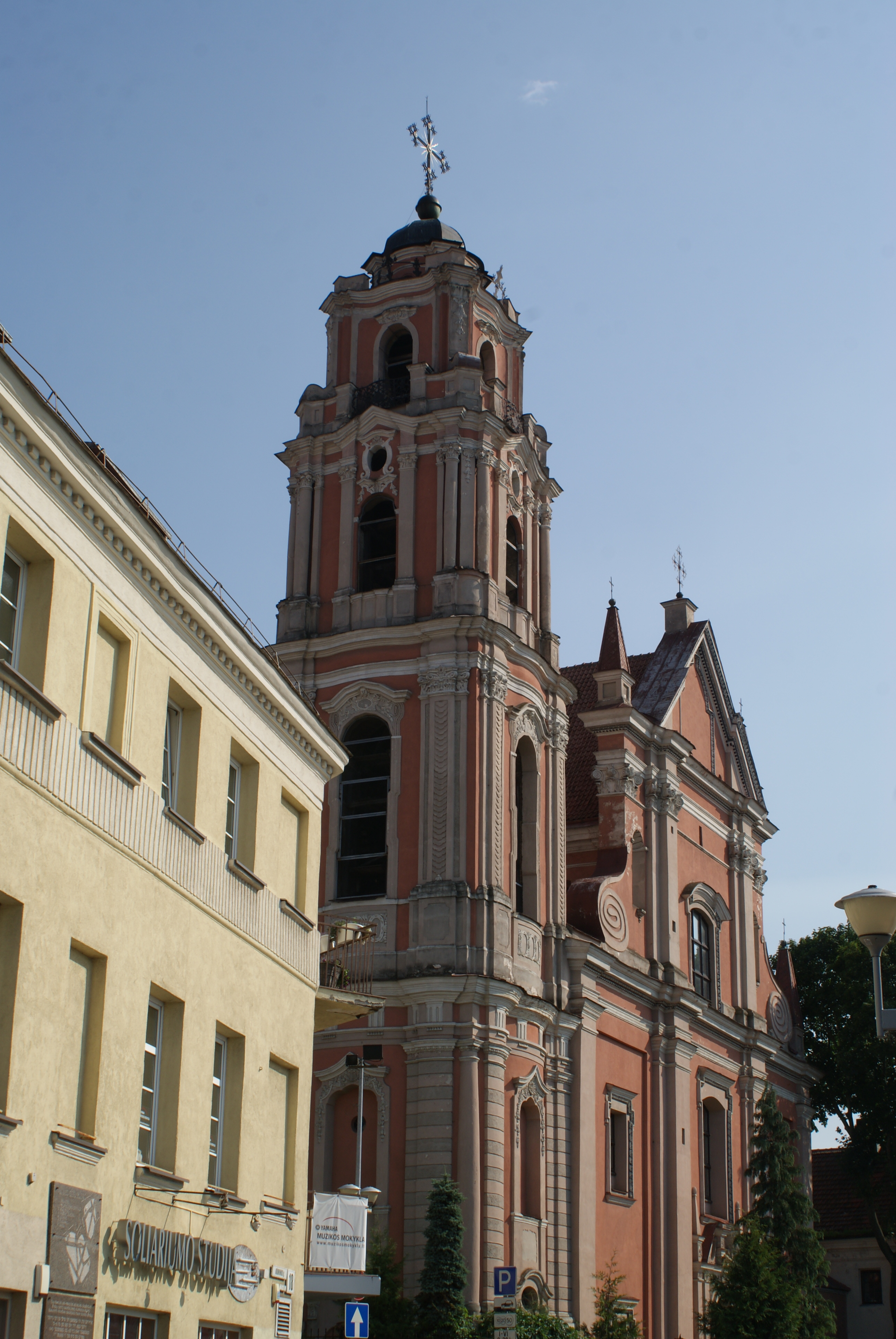
Костёл Всех Святых

На углу улицы Руднинку и Вису Швянтую располагается барочный костёл Всех Святых (Rūdninkų g. 20 / Visų Šventųjų g 1) с прилегающим ансамблем кармелитского монастыря и новициата. Храм был построен 1620—1630 годах стараниями босых кармелитов и на средства королевского секретаря Войцеха Хлудзинского. В формах главного фасада отчётливо влияние безбашенных костёлов раннего барокко в Риме. При пожаре в 1655 году костёл пострадал, но был быстро восстановлен. В 1743 году у северо-восточного угла была возведена высокая колокольня в стиле позднего барокко на месте бывшей башенки. При этом была разобрана пирамидальная башенка северо-восточного угла храма.
В 1787 году по проекту архитектора Мартина Кнакфуса у стены апсиды был сооружён высокий алтарь и ведущая к нему лестница. В 1823 году костёл был возобновлён. В 1859 году заново был украшен интерьер храма: алтари отделаны искусственным мрамором и выкрашены в сочные цвета, капители и крылья скульптур ангелов посеребрены и позолочены. Во время ремонта в 1902—1904 годах была закрашена богатая роспись стен и сводов. Советскими властями костёл в 1948 году был закрыт, использовался как склад бакалейных товаров. После реставрационных работ, проведённых в 1967—1975 годах под руководством архитектора Алдоны Швабаускене, с 1975 года в храме действовал Музей литовского народного искусства (отдел народного творчества Художественного музея Литвы). 
С 1991 года костёл действует. Ансамбль монастыря кармелитов, включающий костёл Всех Святых, колокольню и два монастырских здания, является объектом культурного наследия национального значения и охраняется государством (код в Регистре культурных ценностей Литовской Республики 815
Дом под номером 13 принадлежал костёлу Всех Святых. Соседний дом (Rūdninkų g. 15) принадлежал сначала цеху кузнецов, а затем костёлу миссионеров. Последний дом с этой стороны улицы (Rūdninkų g. 16 / Pylimo g. 8) был построен за городской стеной уже в начале XIX века. Дом, стоящий на противоположной стороне улицы, с украшенным лепниной фронтоном, принадлежал костёлу Всех Святых